# 炭湖
炭湖（西班牙語：Laguna del Carbón， "煤炭湖"之義），是阿根廷聖克魯斯省科爾彭艾克縣（Departamento Corpen Aike）的一個鹽湖。該鹽湖距離聖胡利安港54公里（34英里），位於大聖胡利安窪地（Gran Bajo de San Julián）內，這是一個位於聖胡利安灣（ San Julian Bay）和奇科河（ Chico River）之間的內流盆地。 炭湖位於海平面以下105米(344英尺)，是阿根廷以及西半球和南半球的最低點，也是地球上第七低點。
與巴塔哥尼亞其他幾個地方一樣，在該地區也發現了恐龍化石。